# Charlotte Norrie
Helga Charlotte Norrie – z d. Harbou (ur. 12 października 1855 r. w Altona [wówczas pod zwierzchnictwem Danii], zm. 19 grudnia 1940 r. w Kopenhadze) – duńska pielęgniarka, aktywistka na rzecz praw kobiet, edukatorka.

## Życiorys
Była córką generała dywizji Johannesa Wilhelma Anthoniusa Harbou i jego żony, filantropki, Louise Ulrikke Mariane z domu Hellesen. Po spędzeniu wczesnych lat w Altona i Rendsburg, w 1863 roku przeniosła się do Kopenhagi. Przez pierwsze trzy lata pracowała jako guwernantka w Juulskov Manor na wyspie Fionia. W 1880 roku rozpoczęła praktykę pielęgniarską w kopenhaskim Almindelig Hospital (szpital ogólny). Rok później rozwijała umiejętności zawodowe w Dronning Louises Børnehospital (Szpital Dziecięcy Królowej Louise). W 1885 roku wyszła za mąż za Gordona Norrie - lekarza, którego poznała w szpitalu ogólnym. Mieli troje dzieci: Johannesa Williama (1886), Edith (1889) i Inger (1892). 
Charlotte Norrie została pochowana w Helsingør.

## Pielęgniarstwo
Dzięki wsparciu męża w 1883 r. zaczęła prowadzić kursy w zakresie podstawowych umiejętności pielęgniarskich, leczenia i udzielania pierwszej pomocy. Wspólnie wyszkolili ponad 500 kobiet, z których wiele wywodziło się ze środowisk, gdzie filantropijną działalność prowadziła matka Charlotte. Norrie krytykowała słabe standardy szkolenia szpitalnego dla pielęgniarek, szczególnie krytykując działania w tej sferze Duńskiego Czerwonego Krzyża.  W 1888 r. na łamach Ugeskrift dla Læger (duń.Tygodnik Lekarzy), ogłosiła plan utworzenia prywatnej szkoły pielęgniarskiej. W programie zaproponowała rozszerzenie opieki pielęgniarskiej jako godnego zawodu dla kobiet z klasy średniej. Jednak dopiero w 1910 r. w Danii otwarto pierwszy ośrodek szkoleniowy dla pielęgniarek. Zajęcia prowadzono w odnowionym szpitalu Rigshospitalet.

## Prawa kobiet
Norrie zaangażowała się w poprawę warunków życia kobiet, dołączając do Foreningen Kvindernes Bygning (Stowarzyszenia Budowlanego Kobiet). Pod koniec lat 90. XIX wieku została członkiem komitetu kopenhaskiego oddziału organizacji praw kobiet Dansk Kvindesamfund, gdzie pełniła funkcję zastępcy przewodniczącego od 1900 do 1901 r. W 1899 r. wraz z Elly Nienstædt założyła organizację Dansk Kvinderåd (Duńska Rada Kobiet),niedługo potem znaną pod nazwą Danske Kvinders Nationalråd (DKN). Najpierw pełniła tam funkcję sekretarza, a następnie (do 1909 r.) stanowisko prezydenta.  W 1898 roku założyła Danske Kvindeforeningers Valretsudvalg (Komitet ds. Wyborów w Duńskich Stowarzyszeniach Kobiet). Z ramienia tej inicjatywy walczyła o prawa głosu nie tylko dla niezależnych kobiet, ale także dla mężatek, uzależnionych finansowo i decyzyjnie od swoich mężów. W czasie kongresu Międzynarodowej Rady Kobiet w 1899 roku w Londynie, Norrie została współzałożycielką Międzynarodowej Rady Pielęgniarek (ICN). 
Pomimo wysiłków zmierzających do utworzenia duńskiej organizacji na rzecz poprawy warunków pracy i szkolenia pielęgniarek, Norrie była w stanie tylko przez kilka miesięcy kierować Dansk Sygeplejeråd (Duńska Rada Pielęgniarek). Napotkała bowiem rosnący sprzeciw ze strony pielęgniarek szpitalnych, które w roli przywódczyni zmian chciały widzieć w pełni wykwalifikowaną pielęgniarkę. Norrie skierowała więc swoje działania w stronę praw wyborczych kobiet, pomagając w założeniu w 1904 roku w Berlinie International Women Suffrage Alliance (pol. Międzynarodowy Związek Sufrażystek). 
W 1907 r. została współzałożycielką i członkinią Danske Kvinders Forsvarsforening (Duńskiego Stowarzyszenia Obrony Kobiet): przewodniczyła tej organizacji do 1915 r., gromadząc prawie 50 000 członków i członkiń. Następnie założyła  Kvinde-Vælger-Klubberne (Kluby Głosujących Kobiet), których celem było zachęcenie kobiet do kandydowania w wyborach. W latach 1920–1927 r. powróciła do swoich ambicji pielęgniarskich, zakładając Ejra-Skolen (Szkoła Ejra), gdzie nauczano opieki pielęgniarskiej i pierwszej pomocy. Norrie nauczała też o dostępie do równych praw, w tym prawa kobiet do pełnienia służby wojskowej - Charlotte postulowała, by od 1919 r. ta powinność wobec państwa obejmowała także kobiety.